# NGC 7189
NGC 7189 est une galaxie spirale barrée située dans la constellation du Verseau. Sa vitesse par rapport au fond diffus cosmologique est de 8 668 ± 25 km/s, ce qui correspond à une distance de Hubble de 127,9 ± 9,0 Mpc (∼417 millions d'al). NGC 7189 a été découverte par l'astronome allemand Albert Marth en 1863.
La classe de luminosité de NGC 7189 est II et elle présente une large raie HI. De plus, elle est aussi une galaxie LINER, c'est-à-dire une galaxie dont le noyau présente un spectre d'émission caractérisé par de larges raies d'atomes faiblement ionisés.
À ce jour, seule une mesure non basée sur le décalage vers le rouge (redshift) donne une distance d'environ 117,000 Mpc (∼382 millions d'al), ce qui est à l'intérieur des valeurs de la distance de Hubble. Notons cependant que c'est avec la valeur moyenne des mesures indépendantes, lorsqu'elles existent, que la base de données NASA/IPAC calcule le diamètre d'une galaxie et qu'en conséquence le diamètre de NGC 7189 pourrait être d'environ 52,0 kpc (∼170 000 al) si on utilisait la distance de Hubble pour le calculer.

## Supernova
La supernova SN 2011kh a été découverte dans NGC 7189 le 7 juin 2011 dans le cadre du programme CRTS (Catalina Real-Time Transient Survey) de l'institut Caltech. D'une magnitude apparente de 18,5 au moment de sa découverte, elle était de type II.